# 蔣如瑤
蔣如瑤，直隸顺天府大兴县人，清朝政治人物。同进士出身。
顺治六年（1649年），登己丑科进士，官至陝西白水縣知縣。